# Stanislav Šesták
Stanislav Šesták [ˈstanislaf ˈʃɛstaːk] (* 16. Dezember 1982 in Prešov) ist ein ehemaliger slowakischer Fußballspieler. Es stand zuletzt im Jahr 2021 als Mittelstürmer beim FK Demjata unter Vertrag.

## Karriere

### Im Verein
Šesták wechselte im Januar 2002 von 1. FC Tatran Prešov zu ŠK Slovan Bratislava. Dort spielte er bis Dezember 2003, ehe er zu MŠK Žilina ging, die mit ihm 2007 slowakischer Meister wurden. Mit 15 Toren war er der zweitbeste Schütze der slowakischen Liga in der Saison 2006/07. In drei Spielzeiten für MŠK Žilina erzielte er in 72 Spielen 45 Tore.
Zu Beginn der Spielzeit 2007/08 wechselte Šesták ins Ruhrgebiet zum VfL Bochum. Er unterschrieb dort einen Vierjahresvertrag. Der 1,79 m große Stürmer ersetzte den zu Bayer 04 Leverkusen abgewanderten Torschützenkönig der Saison 2006/07 Theofanis Gekas. Šesták traf 28-mal in der Bundesliga und war zudem in der Saison 2007/08 mit 13 Toren und neun Torvorlagen drittbester Scorer der Liga hinter Bayerns Luca Toni und Bremens Diego. Am 11. April 2009 erzielte er im Spiel gegen die TSG 1899 Hoffenheim innerhalb von 27 Minuten seinen ersten Hattrick in der Bundesliga. Wegen der Halbzeitpause zwischen den ersten beiden Toren kann dieser jedoch nicht als lupenrein bezeichnet werden.
Zur Saison 2010/11 wurde Šesták für ein Jahr an MKE Ankaragücü verliehen. Später wechselte er fest zu MKE Ankaragücü. Bereits im September 2011 wechselte er zum Ligakonkurrenten Bursaspor, bei dem er einen Dreijahresvertrag bekam. In der Sommerpause 2014 holte ihn der VfL Bochum zur Saison 2014/15 zurück. Am 18. Mai 2015 bat Šesták um seine sofortige Vertragsauflösung. Grund war zu wenig Einsatzzeit unter Trainer Gertjan Verbeek. Er wechselte im Sommer zum ungarischen Erstligisten Ferencváros, bei dem der deutsche Trainer Thomas Doll beschäftigt ist. Dort blieb er bis September 2016 war dann einige Monate vereinslos und wechselte in der Winterpause 2016/17 zum slowakischen Amateurklub FK Poprad, für den er bis zum Sommer 2019 in 59 Ligaspielen insgesamt 44 Tore erzielte.
Als Spieler zog er im Jahr 2019 weiter zum FK Demjata, von dem er in der Winterpause 2020/21 an den slowakischen Viertligisten OFK SIM Raslavice verliehen wurde. Die Leihe dauerte bis Saisonende und Šesták schaffte dabei mit seiner Mannschaft den Aufstieg in die Drittklassigkeit. Heute (Stand: Mai 2025) tritt Šesták noch immer für Demjata in Erscheinung.

### Nationalmannschaft
Stanislav Šesták spielte bislang 55-mal für die slowakische Nationalmannschaft. Sein erstes Tor erzielte er am 13. Oktober 2007 gegen San Marino. In der Qualifikation für die Fußball-Weltmeisterschaft 2010 erzielte er in sechs Partien sechs Treffer und verhalf der slowakischen Mannschaft damit zur ersten WM-Teilnahme seit der Unabhängigkeit des Landes. Bei der Weltmeisterschaft kam er zu drei Einsätzen.
Bei der Fußball-Europameisterschaft 2016 in Frankreich wurde er in das Aufgebot der Slowakei aufgenommen. Seinen einzigen Einsatz durfte er im Achtelfinale absolvieren, als er unmittelbar nach dem 3:0 für Deutschland im letzten Spieldrittel eingewechselt wurde.

## Karriere als Trainer und Funktionär
Bereits ab Ende April 2017 trat er kurzzeitig als Interimstrainer der Kampfmannschaft des FK Poprad in Erscheinung. Ab Sommer 2017 fungierte er schließlich als Co-Trainer unter Jaroslav Belejčák (bis Sommer 2018) und danach unter Marek Petrus (bis Sommer 2019). Danach wurde er nicht nur Sportdirektor des Vereins, sondern fungierte auch als dessen Vizepräsident. Nachdem er im Mai 2021 zum Präsidenten des Vereins gewählt worden war, legte er seine Ämter bzw. Funktionen als Vizepräsident und Sportdirektor nieder. Nur wenige Wochen später wurde Šesták Trainer und Präsident seines ehemaligen Ausbildungsvereines Tatran Prešov.

## Erfolge
MŠK Žilina
- Slowakische Meisterschaft: Meister 2007

Bursaspor
- Tabellenvierter der Süper Lig: 2012/13
- Türkischer Pokalfinalist: 2011/12

Ferencváros Budapest
- Ungarische Meisterschaft: Meister 2016
- Ungarischer Pokal: Sieger 2016

Nationalmannschaft
- Fußball-Weltmeisterschaft: Achtelfinale 2010
- Fußball-Europameisterschaft: Achtelfinale 2016